# Wisła (czasopismo)
Wisła – miesięcznik geograficzno-etnograficzny, wydawany w latach 1887–1905 i 1916–17 w Warszawie. Redaktorzy: Artur Gruszecki (1887–88), Jan Karłowicz (1888–99), Erazm Majewski (1899–1905); współpracowali m.in.: Ludwik Krzywicki, Jan Baudouin de Courtenay, Aleksander Brückner, Stanisław Ciszewski, Jan Czekanowski, Izydor Kopernicki, Adam Antoni Kryński, Stanisław Chełchowski, Tadeusz Dowgird. Wisła publikowała artykuły i rozprawy etnograficzne, antropologiczne, folklorystyczne, sprawozdania, recenzje, przekłady, bibliografię polską i obcą. Dział korespondencji wypełniały materiały zbierane przez etnografów amatorów.
Pismo odegrało kluczową rolę w rozwoju polskiej etnografii i folklorystyki, w okresie poprzedzającym powstanie pierwszej katedry etnografii.